# Microchrysa hemiochra
Microchrysa hemiochra är en tvåvingeart som beskrevs av Speiser 1920. Microchrysa hemiochra ingår i släktet Microchrysa och familjen vapenflugor. Inga underarter finns listade i Catalogue of Life.